# Guerra de Halcón Negro
La guerra de Halcón Negro fue un conflicto ocurrido en 1832 en el Medio Oeste de Estados Unidos. La guerra tomó el nombre del jefe Black Hawk (Halcón Negro), el líder de una banda sauk, de la tribu fox, y los kickapoo, quienes lucharon en el frente británico contra el ejército de los Estados Unidos y la milicia de Illinois y el Territorio de Míchigan por la posesión de tierras en esta área.

## Antecedentes

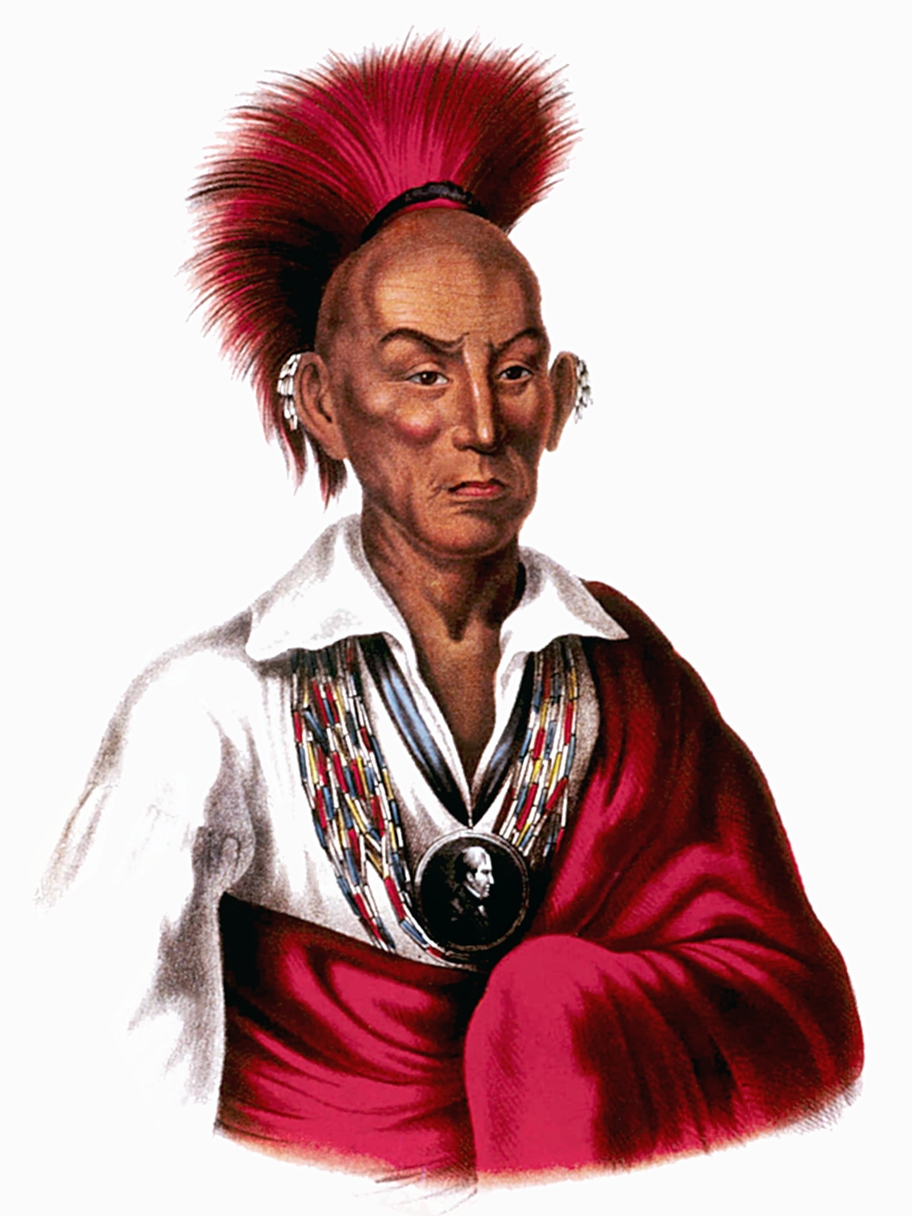
Halcón Negro.

En 1804, William Henry Harrison, Gobernador de Indiana (que por aquel entonces incluía Illinois), negociaron un tratado en San Luis (Misuri) con un grupo de Sauk y jefes Fox, por el cual los indios cederían sus tierras al este del Misisipi a cambio de 1000 dólares al año y la condición de que las tribus podrían seguir viviendo allí hasta que la tierra fuera tasada y vendida al gobierno de los EE. UU. De cualquier forma fue por el Artículo 2 en que se cedía la tierra "a perpetuidad" a los Estados Unidos lo que levantó la ira de las tribus Sauk y Fox. Las compensaciones por las cesiones de la tierra fueron estipuladas en 2.234,5 US$. Además de una compensación anual por el artículo 3 del tratado. El tratado de 1804 con los Sauk y Fox incluía artículos animando a promocionar la amistad y la paz, así como ofertas de negocio, provisiones y garantías de protección.
El tratado fue rechazado por algunos líderes de las tribus como Halcón Negro que no habían sido consultados ni representados y no habían dado la autorización para ceder las tierras. Después de la guerra anglo-estadounidense de 1812, en la cual Halcón Negro había luchado contra los EE. UU., este firmó una paz en mayo de 1816 por la cual reconocía el tratado de 1804.
Mientras, la población blanca de Illinois aumentó considerablemente tras la guerra del 1812, excediendo los 50.000 en 1820 y los 150.000 en 1830. En 1828, un enviado del gobierno estadounidense, Thomas Forsyth, informó a las tribus que debían desalojar sus asentamientos al este del Misisipi.
El 15 de julio de 1830, el Comisionado para los Indios William Clark firmó otro tratado con los líderes Sauk y Fox, entre otras tribus, en Fuerte Crawford en Prairie du Chien, Wisconsin. El tratado cedía unos 107.000 km² de tierra Sauk al este del Misisipi al gobierno de Estados Unidos. También se creó un límite de "suelo neutral" entre Sauk y Foxes y sus enemigos tradicionales, los Sioux, con el propósito de evitar hostilidades entre tribus. El tratado fue firmado por Keokuk, y en noviembre de 1830 aprobado por la asamblea Sioux.

## Detonante
El área incluía el pueblo de Saukenuk, en el cruce de caminos entre el Misisipi y el Rock River, que era el lugar principal de estancia estival de los Sauk quienes se habían asentado en esa región menos de 100 años antes, cerca de la fecha de nacimiento del mismo Black Hawk. Durante la primavera de 1830, cuando Black Hawk y sus hombres regresaron al lugar para acampar, encontraron colonos blancos ocupando el poblado. Black Hawk no aceptó la petición de venta de la tierra y se esforzó en recuperarla. Después de ese año de tensión regresó en 1831. El gobernador de Illinois a la sazón, John Reynolds declaró que su estado estaba siendo invadido por los indios.
En respuesta a la llamada de auxilio del Gobernador Reynolds, el general Edmund Pendleton Gaines desplazó sus fuerzas desde San Luis, Misuri a Saukenuk para forzar a Black Hawk a abandonar la región inmediatamente. Black Hawk al principio se negó pero después se movió a lo largo del Misisipi sin derramamiento de sangre bajo la amenaza de Gaines. Unos 1.400 hombres de la milicia de Illinois se sumaron a la lucha llamados por Reynolds. En ese momento Black Hawk firmó una rendición en la que prometió permanecer al otro lado del Misisipi. Sin embargo no tardaría en romper este pacto.

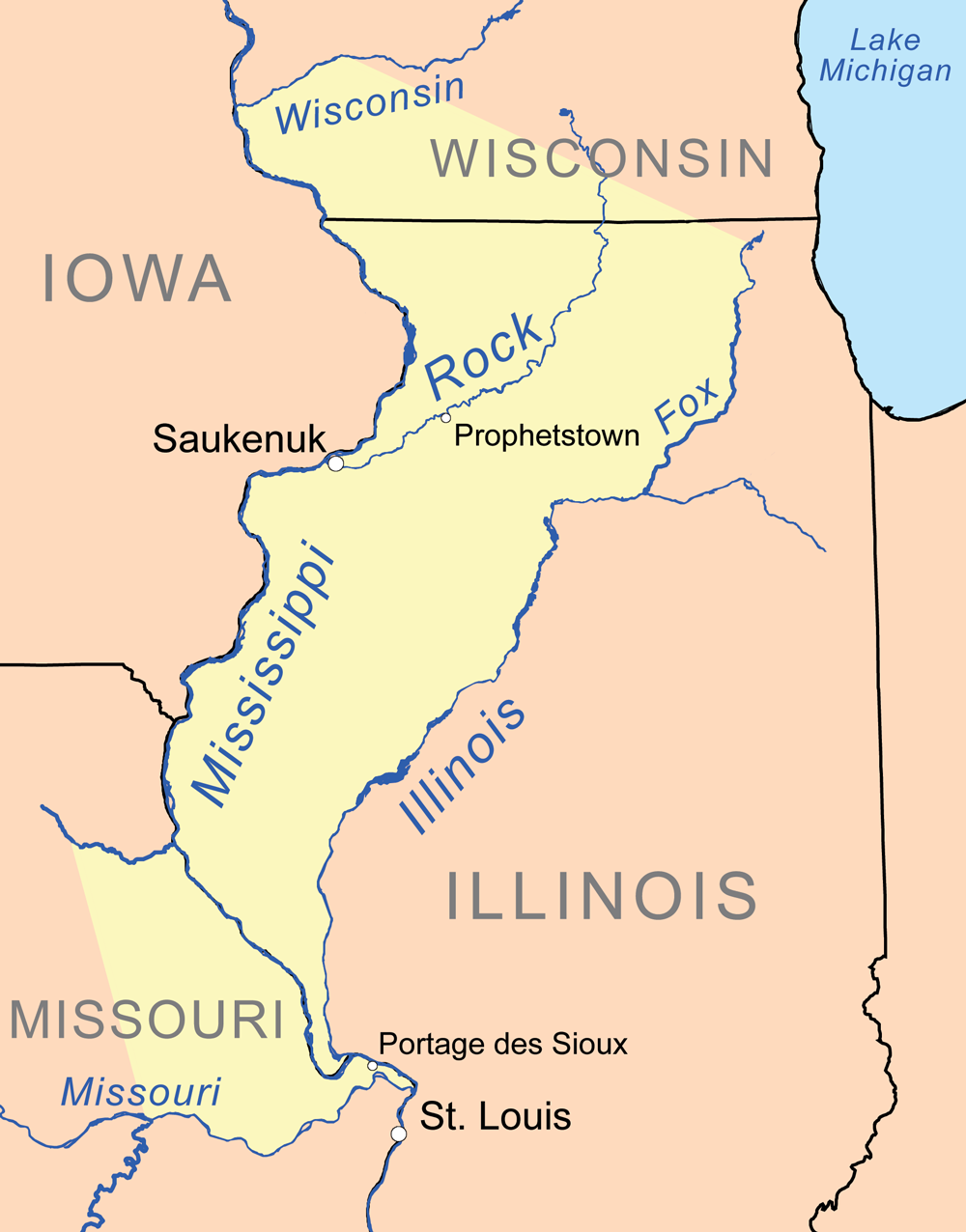
Tierras cedidas a EE. UU. en 1804 en virtud del tratado de San Luis, en amarillo.

## La guerra
El 6 de abril de 1832, varias tribus se unieron a la lucha y recibieron la promesa de ayuda del Reino Unido. Tras una primavera de preparativos de guerra tanto por parte de los blancos como de los indios tuvo lugar el primer enfrentamiento de la guerra: la batalla de Stillman's Run el 14 de mayo de 1832. Inesperadamente, la unión de los indios sauk y fox logró una victoria sobre los blancos. Tan solo 11 hombres murieron, pero se exageró la tragedia, dejando a los indios como sanguinarios guerreros bárbaros e inhumanos. Algunos medios dijeron falsamente que las bajas blancas ascendían a 2.000 hombres.
Numerosos enfrentamientos menores se sucedieron ese año con diferentes resultados. Los medios estadounidenses los presentaron todos como masacres. Entre ellos: "Batalla de Buffalo Groove", "Masacre de Indian Creek", "Masacre de San Vrain", "Fuerte de Blue Monds", "Masacre de la granja Spaford", "Batalla de la herradura torcida", "Batalla Waddams Grove", "Fuerte del río Apple", "Batalla de Kellog's Grove" donde se enfrentaron los indios al general estadounidense Adam Snyder.
La batalla decisiva de la guerra tuvo lugar el 21 de julio de 1832. Fue la llamada batalla de Wisconsin Heights, en la cual el general estadounidense Henry Dodge capturó al líder indio Black Hawk cerca de la actual Sauk City en el estado de Wisconsin. Unos 70 hombres de Black Hawk resultaron muertos entre los ahogados en el río y los muertos en servicio. Los que huyeron, entre ellos mujeres y niños, serían más adelante perseguidos y capturados en la batalla de "Bad Axe" el 2 de agosto de 1832. Más de cuatrocientas mujeres, niños y ancianos fueron masacrados sin piedad. Después, los soldados despedazaron los cadáveres y cortaron largas tiras de carne para usarlas como cuchillas de afeitar. Esta batalla supuso el final de la guerra.

## Curiosidades
Abraham Lincoln sirvió en la guerra como capitán, aunque no llegó a entrar en combate. El coronel Zachary Taylor, futuro presidente de Estados Unidos, custodió a Halcón Negro con dos jóvenes tenientes, Jefferson Davis, que sería presidente de los Estados Confederados de América, y  Robert Anderson, que en 1861 sería comandante del fuerte Sumter cuando comenzó la Guerra de Secesión. Otro participante fue el general estadounidense Winfield Scott. 
Las fuerzas de la brigada estadounidense nunca superaron los 1000 hombres, y aunque los indígenas tenían un número de hombres similar, su formación militar y su armamento siempre fueron muy inferiores.